# Stan wyjątkowy w Jemenie (2011)
Stan wyjątkowy w Jemenie (2011) został wprowadzony 18 marca 2011 roku na okres 30 dni przez prezydenta Alego Abd Allaha Saliha. Decyzja o wprowadzeniu stanu wyjątkowego została zatwierdzona przez parlament.